# 园林青酒
园林青酒简称园林青，是潜江出产的一系列白酒，源于1950年当局将当地十家私人酒坊合并成立的“十合作坊”，后数度易名并迁址。但自成立之初至1970年代中期，酒厂一直生产小曲白酒。1970年代酒厂派员至汾酒厂学艺，学成归来后研发出以大曲清香型白酒为酒基，配以十余种中药陈酿而成的调配露酒，命名为“园林青”；推出后虽受欢迎和多次获奖，但1990年代末酒厂营销战略失误，放弃调配露酒而专攻纯粮白酒，造成销售大跌，加之因市场和体制等问题使酒厂陷入困境，2017年9月被中国城投集团和河北香河华鑫集团联合收购。现产品包括清香型白酒和浓香型白酒。